# NGC 1148
NGC 1148 est une galaxie spirale intermédiaire (barrée ?) située dans la constellation de l'Éridan. NGC 1148 a été découverte par l'astronome américain Lewis Swift en 1885.

## Caractéristiques
Sa vitesse par rapport au fond diffus cosmologique est de 4 991 ± 15 km/s, ce qui correspond à une distance de Hubble de 73,6 ± 5,2 Mpc (∼240 millions d'al).
La classe de luminosité de NGC 1148 est IV et elle présente une large raie HI.
En raison d'une brillance de surface égale à 15,02 mag/am2, on peut qualifier NGC 1148 de galaxie à faible brillance de surface (LSB en anglais pour low surface brightness). Les galaxies LSB sont des galaxies diffuses (D) avec une brillance de surface inférieure de moins d'une magnitude à celle du ciel nocturne ambiant.